# Jan Władysław Galiński
Jan (Janusz) Władysław Galiński (Galimski) herbu Rawicz – wojski orszański, podwojewodzi połocki, sędzia pograniczny w 1690 roku.
Podpisał elekcję 1674 roku. Poseł na sejm 1677 roku.